# ヘロリンド・シャラ
ヘロリンド・シャラ（アルバニア語: Herolind Shala、1992年2月1日 - ）は、コソボとアルバニアとノルウェーのサッカー選手。コソボ代表。ポジションはMF。

## クラブ歴
ポルスグルンでグラゴヴァツ出身の両親の下に生まれた。ノトデンFKで選手となり、オッドに在籍した。
2015年1月11日にACスパルタ・プラハに加入。2月23日にスターティングメンバーとして出場し、チェコ初出場となった。その後、FCスロヴァン・リベレツ、カスムパシャSKに期限付き移籍。
2017年8月30日にリンビーBKに移籍。11月19日の試合でマルティン・エルンスコフに代わって69分に投入された。
2018年8月4日にIKスタルトに移籍.。6日の試合でトビアス・クリステンセンに代わって70分に投入されて移籍後初出場。
2019年2月11日、ヴォレレンガ・フォトバルに2年契約で移籍。
2021年3月5日、スターベクIFに移籍。
2021年9月9日、BBエルズルムスポルに移籍。

## 代表歴
当初はノルウェーの年代別代表を選択していた。

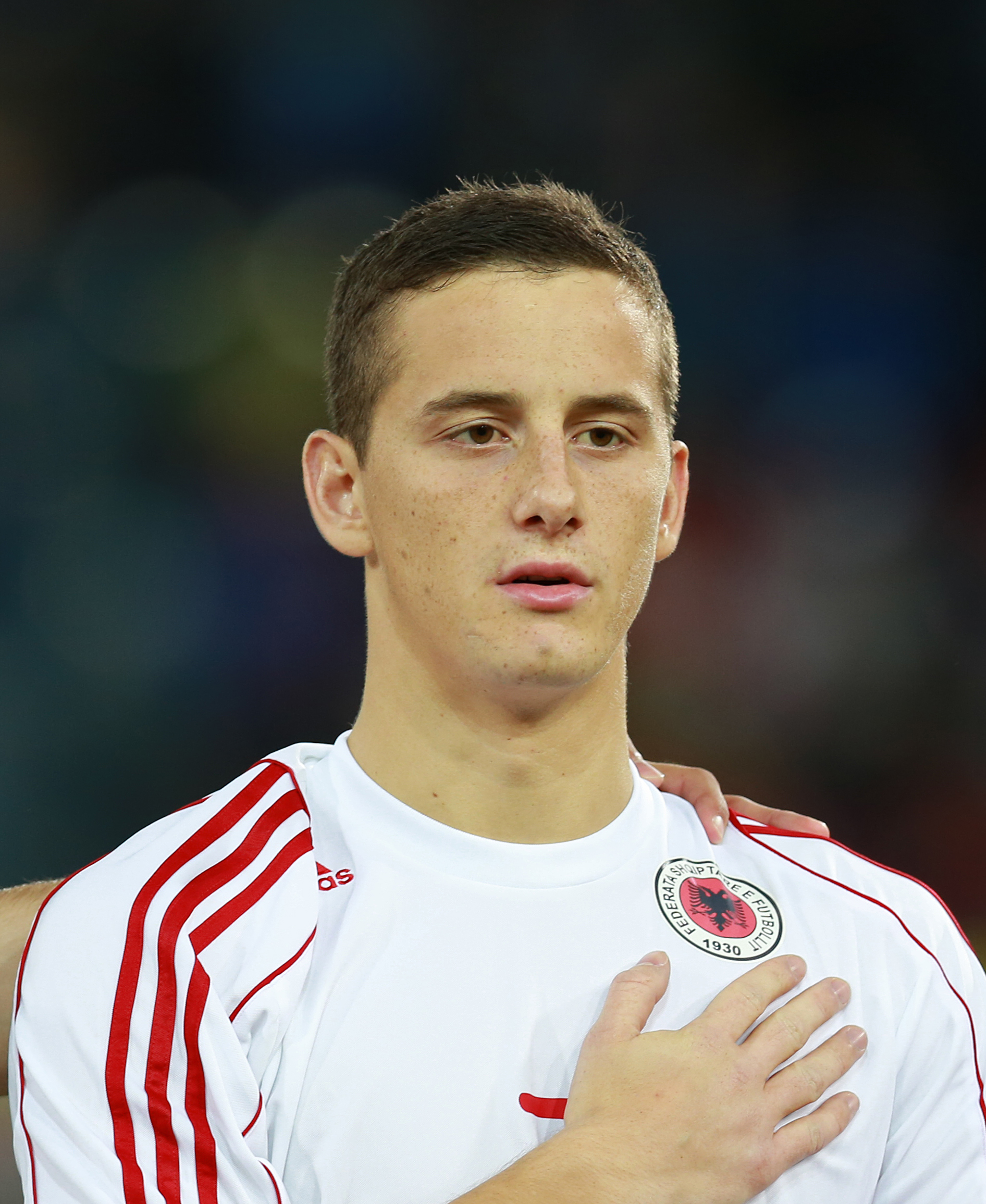
2014年3月、アルバニアU-21代表にて

2013年5月にはノルウェーU-21代表とアルバニアU-21代表両方から声がかかり、後者を選択した。7月11日のボスニア・ヘルツェゴビナU-21代表戦にフル出場し、アルバニアU-21代表デビューとなった。2014年3月5日にUEFA U-21欧州選手権2015予選のメンバーに選出され、1得点をあげて勝利に貢献した。
2014年9月7日にUEFA EURO 2016予選に臨むアルバニア代表メンバーに選出。11月14日の名目上親善試合であるフランス代表戦でエルミル・レニャニに代わって76分に投入され代表初出場。
2016年8月30日に2018 FIFAワールドカップ・ヨーロッパ予選グループIに臨むコソボ代表メンバーに選出。10月6日の同予選・クロアチア代表戦でアルベル・ゼネリに代わって77分から出場し、コソボ代表デビューとなった。